# Węgrów (województwo dolnośląskie)
Węgrów (niem. Bingerau) – wieś w Polsce, w województwie dolnośląskim, w powiecie wrocławskim, w gminie Długołęka.

## Nazwa
9 września 1947 ustalono polską nazwę miejscowości – Węgrów.

## Administracja
W latach 1975–1998 miejscowość należała administracyjnie do województwa wrocławskiego.

## Demografia
W 1933 r. w miejscowości mieszkało 265 osób, a w 1939 r. – 275 osób. W 2009 r. liczyła 268 mieszkańców, a w 2011 r. liczba ta nie uległa zmianie.